# Aleksandr Plechanow
Aleksandr Nikołajewicz Plechanow (ros. Александр Николаевич Плеханов, ur. 1 marca 1932 w mieście Sysiert, zm. 22 lipca 2015) – radziecki działacz partyjny.
W 1956 ukończył Swierdłowski Instytut Rolniczy, później pracował w instytucjach gospodarczych, od 1960 członek KPZR. Od 1964 funkcjonariusz partyjny w obwodzie czelabińskim, 1975-1985 sekretarz Komitetu Obwodowego KPZR w Czelabińsku, 1985 inspektor KC KPZR. Od 25 czerwca 1985 do 11 września 1990 I sekretarz Komitetu Obwodowego KPZR w Kurganie, 1990-1991 przewodniczący Kurgańskiej Rady Obwodowej, 1986-1991 członek KC KPZR. Deputowany do Rady Najwyższej ZSRR 11 kadencji, deputowany ludowy ZSRR. Odznaczony Orderem Lenina, Orderem Rewolucji Październikowej i dwoma medalami.